# تپه باستانی دره دو چنار سپیدارک
این تپه در دره‌ای در قسمت شمالی روستای سیفترک در نزدیکی ارتفاعات زرچگانی شهرستان ساوجبلاغ واقع گردیده است. شامل خمره‌ها و ظروف سفالی مخصوص آب و غلات مربوط به دوران اسلامی. قابل مقایسه با تپه باستانی حاجی بیان شلمزار است.